# Abdul Rahman Auf-moskee
Abdul Rahman Auf-moskee is een moskee in Kuala Lumpur, de hoofdstad van Maleisië. Deze moskee bevindt zich in Jalan Puchong, nabij de knooppunten Jalan Klang Lama.